# Bodianus dictynna
 Bodianus dictynna és una espècie de peix de la família dels làbrids i de l'ordre dels cipriniformes que es troba des d'Indonèsia fins a Tonga, Japó i Austràlia.